# Aleksandrów (Radomsko)
Pour les articles homonymes, voir Aleksandrów.
Aleksandrów (prononciation [alɛkˈsandruf]) est un village de la gmina de Kamieńsk, du powiat de Radomsko, dans la voïvodie de Łódź, situé dans le centre de la Pologne.
Il se situe à environ 4 kilomètres (km) au nord de Kamieńsk (siège de la gmina), 19 kilomètres au nord de Radomsko (siège du powiat) et 62 kilomètres au sud de Łódź (capitale de la voïvodie).

## Administration
De 1975 à 1998, le village était attaché administrativement à l'ancienne voïvodie de Piotrków.

Depuis 1999, il fait partie de la nouvelle voïvodie de Łódź.